# Lee Beom-soo
Dans ce nom coréen, le nom de famille, Lee, précède le nom personnel.
Lee Beom-soo (Hangeul: 이범수) né le 16 octobre 1969, est un acteur sud-coréen. Il est bien connu pour son rôle dans Singles (2003), On Air (2008), Giant (2010), Surgeon Bong Dal-hee et History of a Salaryman (2012). Il est surnommé par la presse coréenne « Le petit géant de Chungmuro ».

## Biographie

### Carrière cinématographique

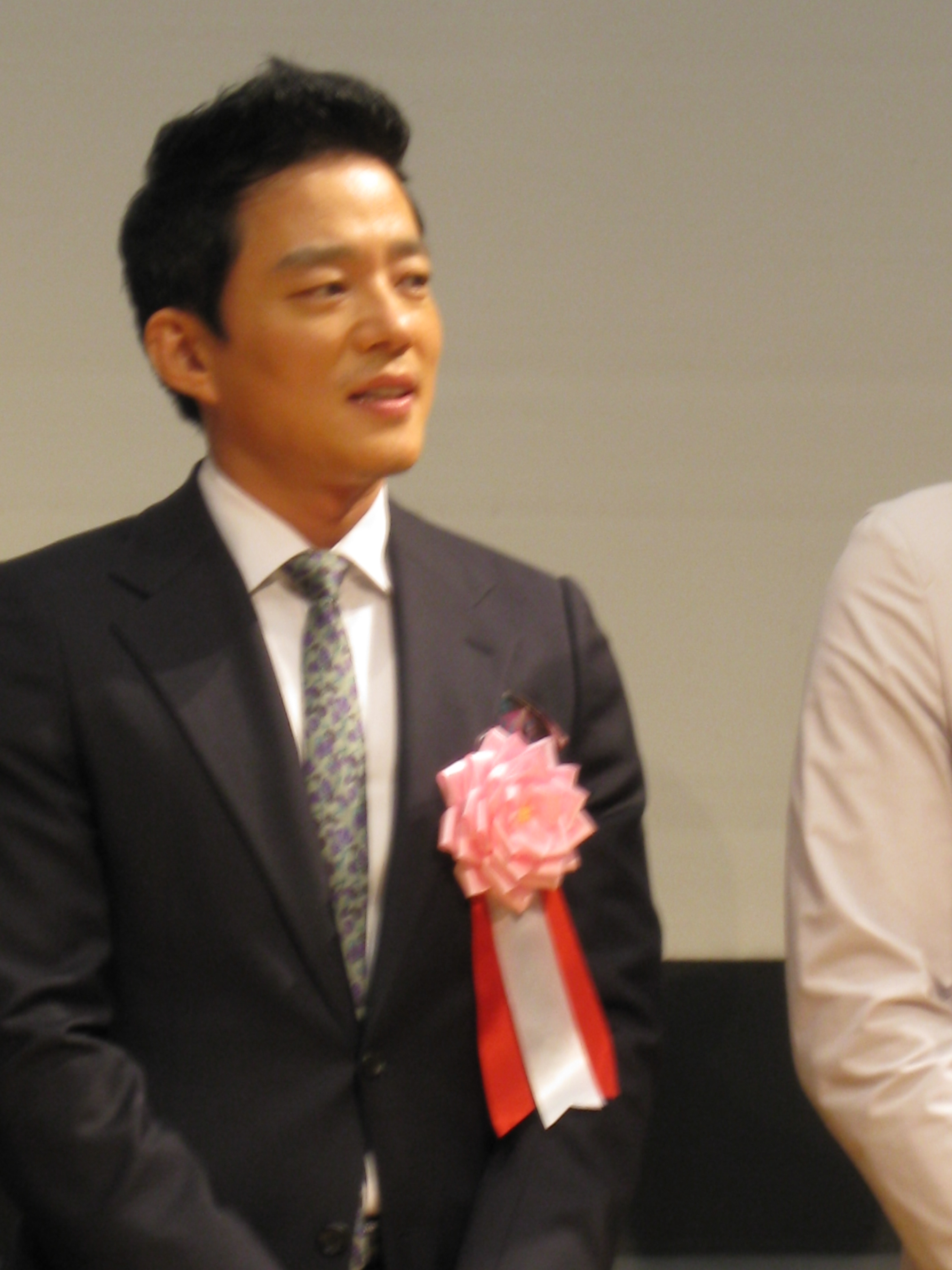
Lee Beom-soo à la réception Beppu Hot Spring Japan Korea Next Generation Film Festival à Ōita, au Japon en 2009.

Lee Beom-soo s'est inscrit au département de théâtre de l'université Chung-Ang en 1988 et a été diplômé en 1992. Son père est décédé d'une maladie chronique lorsqu'il était encore en tournage pour la série télévisée Prime Minister and I en octobre 2013,.
Il commence sa carrière d'acteur dans le film Yes, Let's Look Up At the Sky Now en 1990. Après ses débuts, il commence à recevoir des rôles principaux dans des films y compris The Gingko Bed, City of the Rising Sun, Anarchists, Jungle Juice et Wet Dreams mais ce n'est qu'en 2003 qu'il fait son ascension avec le film Singles.
En 2008, il joue dans son premier film d'horreur Death Bell où il incarne le rôle du professeur Hwang Chang-Wook. Death Bell est le second film d'horreur le plus connu après Deux sœurs de Kim Jee-woon.
Il incarne en 2009 le rôle de Cha Ju-hwan, riche dentiste et marié dont Cream est tombé amoureuse dans le film More Than Blue réalisé par le poète Won Tae-yeon. Il investit avec les deux acteurs principaux Kwon Sang-woo et Lee Bo-young une partie de son salaire dans la production du film.
Lee Beom-soo joue en 2012 dans la série télévisée Jin, basé sur le manga Jin de Motoka Murakami. La série est la troisième adaptation du manga à la télévision après la série télévisée japonaise Jin de 2009. Il tient le rôle de la figure politique de la dynastie Joseon, Lee Ha-weung au lieu de la figure historique japonaise, Sakamoto Ryoma, l'un des personnages originaux du manga. Ils jouent aux côtés de l'actrice Park Min-young et de l'acteur et chanteur Kim Jaejoong.
Ensuite, il interprète le rôle de Kwon Yul, premier ministre sud-coréen et père de famille veuf ayant perdu sa femme dans un accident de voiture il y a sept ans dans la série télévisée Prime Minister and I avec Yoona et Yoon Shi-yoon en 2013,. La série est vaguement basée sur le film musical américain La Mélodie du bonheur de Robert Wise. Un an plus tard, il joue dans la série télévisée dramatique Triangle dans le rôle de Jang Dong-soo, l'un des trois frères séparés pendant leur enfance après la mort de leur père et l'abandon de leur mère. Les deux autres frères sont incarnés par Kim Jaejoong et Yim Si-wan.

### Vie privée
Lee Beom-soo s'est marié avec une étudiante universitaire, Park So-yoon en 2003 et divorce quatre mois plus tard. Le 23 mai 2010, il épouse une interprète anglaise pour des conférences internationales et chroniqueuse anglaise, Lee Yoon-jin, qui lui a enseigné l'anglais en 2008. Peu de temps après la cérémonie de mariage, ils ont annoncé qu'ils attendaient leur premier enfant. Leur fille prénommée, So-eul (소을) est née le 1er mars 2011. Des photos du couple prises à leur insu ont été postées en ligne, suscitent l'attention des internautes en voyant l'acteur tenir dans sa main, une échographie, révélant accidentellement la grossesse de sa femme, enceinte de son deuxième enfant en 2013.  Le 21 février 2014, sa femme donne naissance à un garçon,.

## Filmographie

### Cinéma
| Année | Film                                  | Titre original                                    | Réalisateur               | Rôle                                  | Observations                                                                                               |
| ----- | ------------------------------------- | ------------------------------------------------- | ------------------------- | ------------------------------------- | --- |
| 1990  | Well, Sometimes Let's Look at the Sky | 그래 가끔 하늘을 보자                             | Kim Sung-hong             | Jong Joo                              | |
| 1991  | Teenage Coup                          | 열 일곱살의 쿠데타                                | Kim Sung-hong             | Lui-même                              | |
| 1995  | A Hot Roof                            | 개같은 날의 오후                                  | Lee Min-yong              | Policier                              | |
| 1996  | Ghost Mamma                           | 고스트 맘마                                       | Han Ji-seung              | Opticien                              | |
| 1996  | The Gingko Bed                        | 은행나무 침대                                     | Kang Je-gyu               | Junior                                | |
| 1997  | The Contact                           | 접속                                              | Jang Yoon-hyeon           | Employé du département des transports | |
| 1997  | Lament                                | 지상만가                                          | Kim Hui-cheol             | Employé de Hope House                 | |
| 1998  | If the Sun Rose in the West           | 해가 서쪽에서 뜬다면 If the Sun Rises in the West | Lee Eun                   | Lui-même                              | |
| 1998  | Scent of a Man                        | 남자의 향기                                       | Jang Hyun-soo             | Lui-même                              | |
| 1998  | The Soul Guardians                    | 퇴마록 Toemarok                                   | Park Kwang-chun           | Lui-même                              | Adaptation cinématographique du roman homonyme de Lee Woo-hyouk                                            |
| 1998  | City of the Rising Sun                | 태양은 없다 Our Sunny Days                        | Kim Sung-su               | Byeong-guk                            | |
| 1999  | Love                                  | 러브                                              | Lee Jang-soo              | Lui-même                              | |
| 1999  | A Growing Business                    | 신장개업                                          | Kim Sung-hong             | Victime                               | |
| 2000  | Just Do It!                           | 하면된다                                          | Park Dae-yeong            | Won Kwang-tae                         | |
| 2000  | Anarchists                            | 아나키스트                                        | Yoo Young-sik             | Dol-seok                              | Premier film coproduit entre la Chine et la Corée du Sud dans l'histoire du cinéma coréen.                 |
| 2001  | Bungee Jumping of Their Own           | 번지점프를 하다                                   | Kim Dae-seung             | Lee Dae-geun                          | Caméo |
| 2001  | One Fine Spring Day                   | 봄날은 간다                                       | Hur Jin-ho                | Lui-même                              | |
| 2002  | The Romantic President                | 피아노 치는 대통령                                | Jeon Man-bae              | Homme d'une station de métro          | Caméo |
| 2002  | Make It Big                           | 일단 뛰어                                         | Jo Ui-seok                | Ji-hyeong                             | |
| 2002  | Wet Dreams                            | 몽정기                                            | Jung Cho-sin              | Byung-chul                            | Adaptation cinématographique en partie de la comédie américaine American Pie de Paul Weitz et Chris Weitz. |
| 2002  | Jungle Juice                          | 정글쥬스                                          | Jo Min-ho                 | Cheol-su                              | |
| 2003  | Please Teach Me English               | 영어완전정복                                      | Kim Seong-su              | Passager du métro                     | Caméo |
| 2003  | Oh! Brothers                          | 오! 브라더스                                      | Kim Yong-hwa              | Oh Bong-goo                           | |
| 2003  | Singles                               | 싱글즈                                            | Kwon Chil-in              | Jeong-joon                            | Adaptation cinématographique du roman 29 Sai no Kurisumasu de Toshio Kamata                                |
| 2004  | Superstar Mr. Gam                     | 슈퍼스타 감사용 Mr. Gam's Victory                 | Kim Jong-hyeon            | Gam Sa-yong                           | |
| 2004  | Au Revoir, UFO                        | 안녕! 유에프오                                    | Kim Jin-min               | Sang-hyun                             | |
| 2005  | Lee Dae-ro Can't Die                  | 이대로, 죽을 순 없다 Short Time                   | Lee Yeong-eun             | Lee Dae-ro                            | |
| 2005  | She's on Duty                         | 잠복근무                                          | Park Kwang-chun           | Professeur de math                    | Caméo |
| 2006  | Project Makeover                      | 언니가 간다 Go Go Sister                          | Kim Chang-rae             | Oh Tae-hoon                           | |
| 2006  | Ma femme est un gangster 3            | 조폭마누라 3 My Wife Is a Gangster 3              | Jo Jin-gyu                | Ki-chul                               | |
| 2006  | 200 Pounds Beauty                     | 미녀는 괴로워                                     | Kim Yong-hwa              | Conducteur de taxi                    | Caméo Adaptation cinématographique du manga Kannasan Daiseikou Desu! de Yumiko Suzuki.                     |
| 2006  | Mission Sex Control                   | 잘 살아보세 Live Good                             | Ahn Jin-woo               | Byeon Suk-gu                          | |
| 2006  | The City of Violence                  | 짝패                                              | Ryoo Seung-wan            | Pil-ho                                | |
| 2006  | Forbidden Quest                       | 음란서생                                          | Kim Dae-woo               | Gwang-hun                             | |
| 2008  | Death Bell                            | 고死: 피의 중간고사 Midterm Exams: Blood          | Nayato Fio Nuala et Chang | Hwang Chang-ok                        | |
| 2009  | Descendants of Hong Gil Dong          | 홍길동의 후예 The Righteous Thief                 | Jeong Yong-ki             | Hong Mu-hyeok                         | |
| 2009  | Where is Jung Seung Phil              | 정승필 실종사건 The Weird Missing Case of Mr. J   | Kang Seok-beom            | Jung Seung-phil                       | |
| 2009  | More Than Blue                        | 슬픔보다 더 슬픈 이야기 A Sad Story Than Sadness  | Won Tae-yeon              | Cha Ju-hwan                           | |
| 2009  | Lifting King Kong                     | 킹콩을 들다 Bronze Medalist                       | Park Keon-hong            | Lee Ji-bong / King Kong               | Adaptation cinématographique d'un fait réel                                                                |
| 2012  | Over My Dead Body                     | 시체가 돌아왔다 Return of the Corpse              | Woo Sun-ho                | Baek Hyun-chul                        | |
| 2014  | The Divine Move                       | 신의 한 수                                        | Jo Beom-gu                | Sal-soo                               | |
| 2015  | Beauty Inside                         | 뷰티 인사이드                                     | Baek Jong-yeol            | Woo-jin                               | Adaptation cinématographique du film homonyme de Drake Doremus publié sur internet.                        |
| 2016  | Memories of War                       | 인천상륙작전                                      | Lee Jae-han               | Rim Gye-jin                           | |
| 2023  | The Roundup: No Way Out               | 범죄도시3                                         | Lee Sang-yong             | Jang Tae-soo                          | |

### Télévision
| Année | Série télévisée         | Titre original                       | Rôle                       | Chaine télévisée | Observations                                                 |
| ----- | ----------------------- | ------------------------------------ | -------------------------- | ---------------- | ------------------------------------------------------------ |
| 1999  | Love Story "            | 러브스토리                           | Lui-même                   | SBS              | Téléfilm Episode 2, Message                                  |
| 2007  | If in Love... Like Them | 사랑한다면 이들처럼 Perhaps Love     | Lui-même                   | Mnet/SBS         |                                                              |
| 2007  | Surgeon Bong Dal-hee    | 외과의사 봉달희 Surgeon Bong         | Ahn Joong-geun             | SBS              |                                                              |
| 2008  | On Air                  | 온에어                               | Jang Ki-joon               | SBS              |                                                              |
| 2010  | Giant                   | 자이언트                             | Lee Kang-mo                | SBS              |                                                              |
| 2012  | Jin                     | 닥터 진 Dr. Jin                      | Lee Ha-weung (Daewongun)   | MBC              | Adaptation cinématographique du manga Jin de Motoka Murakami |
| 2012  | History of a Salaryman  | 샐러리맨 초한지 Salaryman Cho Han Ji | Yoo-bang                   | SBS              |                                                              |
| 2013  | Prime Minister and I    | 총리와 나                            | Premier ministre Kwon Yool | KBS2             |                                                              |
| 2013  | IRIS 2                  | 아이리스2 Iris Ⅱ: New Generation     | Yoo Joong-won              | KBS              |                                                              |
| 2014  | Triangle                | 트라이앵글                           | Jang Dong-soo              | MBC              |                                                              |

## Clips musicaux
| Année | Titre du clip                   | Titre original        | Artiste        |
| ----- | ------------------------------- | --------------------- | -------------- |
| 2006  | Precious History                |                       | SG Wannabe     |
| 2007  | Arirang                         | 아리랑                | SG Wannabe     |
| 2007  | Already One Year                | 벌써 1년              | Brown Eyes     |
| 2007  | Bad Guy                         | 나쁜 남자             | Kim Jong-wook  |
| 2009  | There's nobody like that person | 그런 사람 또 없습니다 | Lee Seung-chul |
| 2011  | The Rain                        | 비가                  | WE             |